# Добинда Василь Іванович
Василь Іванович Добинда (5 лютого 1924, село Маркулешти, тепер Меркулешти Флорештського району, Молдова — ?) — молдавський радянський діяч, керуючий справами Ради міністрів Молдавської РСР. Член ЦК КП Молдавії в 1981—1986 роках. Депутат Верховної Ради Молдавської РСР 9—11-го скликань.

## Біографія
Народився в селянській родині.
У 1944—1950 роках — секретар виконавчого комітету Маркулештської сільської ради Флорештського району Молдавської РСР; вчитель.
У 1950—1951 роках — інструктор, у 1951—1953 роках —  секретар виконавчого комітету Флорештської районної ради депутатів трудящих Молдавської РСР.
Член КПРС з 1952 року.
У 1953—1962 роках — завідувач загального відділу Управління справами Ради міністрів Молдавської РСР.
У 1962 році закінчив заочно Кишинівський державний сільськогосподарський інститут імені Фрунзе.
У 1962—1976 роках — заступник керуючого справами Ради міністрів Молдавської РСР.
У 1976 — 24 травня 1990 року — керуючий справами Ради міністрів Молдавської РСР.
Подальша доля невідома.

## Нагороди та звання
- Заслужений економіст Молдавської РСР